# Phare de Ruadh Sgeir
Le phare de Ruadh Sgeir est un petit phare qui se situe sur un récif rocheux dans le Sound of Jura (en), bras de mer entre les îles Jura et Islay (Hébrides intérieures), dans le comté de Argyll and Bute à l'ouest de l'Écosse. Il est situé à environ 3 km de la côte nord-est de Jura et à environ 5 km de l'île Carsaig.
Ce phare est géré par le Northern Lighthouse Board (NLB) d'Édimbourg, l'organisation de l'aide maritime des côtes de l'Écosse.

## Histoire
Le phare a été conçu par les frères David Alan Stevenson et Thomas Stevenson, de la famille d'ingénierie de phare en 1906. C'est une tourelle cylindrique blanche de 7 m de haut, avec galerie et lanterne. Il émet un flash blanc toutes les 10 secondes à un plan focal de 15 m au-dessus du niveau de la mer. Il n'est accessible que part la mer.
Identifiant : ARLHS : SCO-188 - Amirauté : A4246 - NGA : 4168.

### Lien connexe
- Liste des phares en Écosse